# Einar Hille
Carl Einar Hille, né le 28 juin 1894 et mort le 12 février 1980, est un professeur et chercheur en mathématiques américain. Il signe ou co-signe douze ouvrages de mathématiques et plusieurs articles

## Jeunesse et formation
Hille est né à New York. Ses parents, immigrants de Suède, se séparent avant sa naissance. Son père, Carl August Heuman, est ingénieur civil. Il est élevé par sa mère, Edla Eckman, qui prend le nom de Hille. Quand Einar a deux ans, il retourne vivre à Stockholm avec sa mère, et ne quitte la Suède pour revenir aux États-Unis qu'à ses 26 ans. Hille entre à l'université de Stockholm en 1911. Hille reçoit son premier diplôme en mathématiques en 1913 et l'équivalent du master l'année suivante. Il soutient sa thèse de doctorat à Stockholm en 1918, intitulée Some Problems Concerning Spherical Harmonics.

## Carrière
En 1919 Hille reçoit le prix de l'institut Mittag-Leffler et a l'autorisation d'enseigner à l'université de Stockholm. Il donne des cours à l'université Harvard, Princeton, Stanford et l'université de Chicago. En 1933, il obtient la chaire de mathématiques de l'université Yale.
Le travail de Hille porte sur les équations intégrales, les équations différentielles, les fonctions spéciales, les séries de Dirichlet et de Fourier. Il s'intéresse plus tard à l'analyse fonctionnelle. Il donne son nom au théorème de Hille-Yosida. Hille est membre de la Société mathématique de Londres et du Circolo Matematico di Palermo. Hille est Président de l'American Mathematical Society (entre 1937 et 38) dont il est lecteur de colloques en 1944. Il a plusieurs titres honorifiques dont celui de l'Académie nationale des sciences (1953) et de l'Académie royale des sciences de Suède. Il reçoit l'ordre royal de l'Étoile polaire de la Suède
.

## Vie personnelle

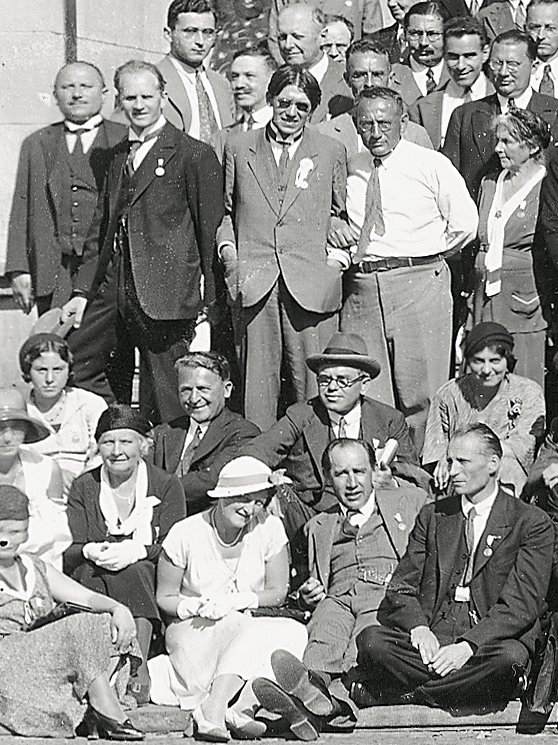
Einar Hille (avec les lunettes), se tenant juste derrière sa femme (avec le foulard), lors du Congrès international des mathématiciens de 1932

Hille épouse Kirsti Ore Hille (1906–2001), sœur du mathématicien norvégien Øystein Ore. Ils ont deux fils, Harald et Bertil Hille.

## Autres sources
- Nelson Dunford, « Einar Hille (June 28, 1894—February 12, 1980) », Bull. Amer. Math. Soc. (N.S.), vol. 4, no 3,‎ 1981, p. 303–319 (DOI 10.1090/s0273-0979-1981-14895-3, MR 609040)
- K. Yosida, « Some aspects of E. Hille's contributions to semigroup theory », Integral Equations Operator Theory, vol. 4, no 3,‎ 1981, p. 311–329 (DOI 10.1007/BF01697968)
- Adolph B. Benson et Naboth Hedin, Swedes In America, New York, Haskel House, 1969